# Arisaema asperatum
Arisaema asperatum — многолетнее травянистое клубнелуковичное растение, вид рода Аризема (Arisaema) семейства Ароидные (Araceae).

## Ботаническое описание
Раздельнополые растения.
Клубень сжато-шаровидный, около 3 см в диаметре.

### Листья
Катафиллов два или три, фиолетовые, 15—20 см длиной.
Лист один. Черешок 30—50 см длиной, с длинными беловатыми папиллярными шипами. Влагалища у основания образуют ложный стебель около 5 см длиной. Листовая пластинка состоит из трёх листочков; центральный листочек широкоовальный, 16—23 см длиной, 18—27 см шириной, клиновидный в основании, на вершине усечённый или вогнутый, с острыми краями; боковые листочки ромбовидно-продолговатые, 17—28 см длиной, 15—22 см шириной; все листочки сверху с шипами по центральной жилке.

### Соцветия и цветки
Цветоножка 25—60 см длиной, шероховатая. Покрывало тёмно-фиолетовое, с беловато-зелёными полосками; трубка цилиндрическая, 5—6 см длиной, края устья не загнутые или ухообразные; пластинка полувертикальная, обратно-ланцетовидная или овально-ланцетовидная, 8—12 см длиной, на вершине заострённая.
Початок однополый. Женская зона коническая, 2—3 см длиной; завязь полуцилиндрическая; рыльце сидячее, дискообразное; мужская зона цилиндрическая, около 3 см длиной; синандрий рыхлый, на короткой ножке; пыльников два или три, желтоватые, сжато-шаровидные, вскрывающиеся разрезом формы подковы. Придаток цилиндрический, 6,5—9 см длиной, у основания резко утолщённый, 2,5—4 мм в диаметре, усечённый, на ножке 3—5 мм длиной, на вершине немного изогнутый, не свисающий.
Цветёт в мае — июне.

## Распространение
Встречается от Северо-Восточной Индии (Аруначал-Прадеш) до Центрального Китая: Китай, Восточные Гималаи, Мьянма.
Растёт в лесах, чащах, на высоте от 1300 до 2900 м над уровнем моря.